# Колончатая фаза
Колончатая фаза  — вид мезофаз, в которой молекулы собраны в цилиндрические структуры, чтобы выступать в качестве мезогенов. Изначально данные виды жидких кристаллов назывались дискотическими жидкими кристаллами (дискотиками), так как известные в то время колончатые структуры состояли из плоских дискообразных молекул, сложенных одномерно. Поскольку недавние исследования показали, что ряд колончатых жидких кристаллов состоят из мезогенов, не имеющих форму диска, то более правильным будет классифицировать данную форму состояния вещества как колончатый жидкий кристалл.
Выделяют следующие типы:

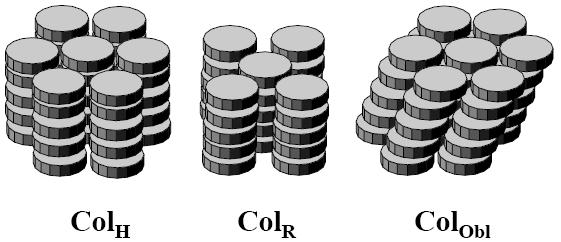
Типы колончатых фаз

1. ColH — Колоны собраны в центрировано гексагональную сетку.
2. ColR — Колоны собраны в центрировано квадратную сетку.
3. ColObl — Колоны собраны в центрировано гексагональную сетку, но молекулы сдвинуты в сторону